# Victoria (gmina w okręgu Braiła)
Victoria – gmina w Rumunii, w okręgu Braiła. Obejmuje miejscowości Mihai Bravu i Victoria. W 2011 roku liczyła 3721 mieszkańców. 